# 서종면
서종면(西宗面)은 경기도 양평군의 면이다.

## 역사
서종면은 수도권과 일일 생활권으로 북한강과 인접해 있고, 천혜의 아름다운 자연환경과 수려한 자연경관이 함께 잘 보전되어 있으며, 문화와 예술을 사랑하며, 전통적인 환경농업을 구현하고 있다.
- 1973년 7월 1일 : 삼회리가 가평군 외서면에 편입됨[2]

## 행정 구역
- 노문리(蘆門里)
- 도장리(道壯里)
- 명달리(明達里)
- 문호리(汶湖里): 면사무소 소재지
- 서후리(西厚里)
- 수능리(水陵里)
- 수입리(水入里)
- 정배리(鼎排里)

## 교육
- 서종초등학교
- 정배초등학교
- 수입초등학교
- 서종중학교

## 특산물
- 산더덕
- 잣
- 표고버섯